# Guido Alberto Fano
Guido Alberto Fano (ur. 18 maja 1875 w Padwie, zm. 14 sierpnia 1961 w Spilimbergo) – włoski kompozytor, pianista, pedagog i dyrygent.
W latach 1894-1897 uczył się gry na fortepianie i zasad kompozycji u Giuseppe Martucciego, który uważał go za swojego najlepszego studenta. Wkrótce po uzyskaniu dyplomu zdobył pierwszą nagrodę w konkursie organizowanym przez mediolańskie „Società del Quartetto” za sonatę na fortepian i wiolonczelę. Wraz z Gabrielem D’Annunzio pracował nad opublikowaniem dorobku muzycznego Antonia Scontrino. W latach 1905–1912 pełnił funkcję dyrektora konserwatorium w Parmie, ucząc tam zarazem kompozycji i dyrygentury. Następnie kierował  konserwatoriami w Neapolu i Palermo. Jego studentem był między innymi Franco Capuana. Występował jako pianista i członek zespołów kameralistycznych, dyrygował także koncertami symfonicznymi. Aktywnie wspierał liczne instytucje popularyzujące muzykę klasyczną. W roku 1938 musiał zaprzestać pracy pedagogicznej ze względu na ustawy rasowe, a w latach 1943-1945 ukrywał się w Fossombrone i w Asyżu. Po wojnie powrócił do nauczania.

## Główne dzieła

### Opery
- Astrea, 1903
- Juturna, 1912

### Muzyka symfoniczna
- Preludio sinfonico, 1896
- Andante e allegro con fuoco per pianoforte e orchestra, 1900
- Due poemi per canto e grande orchestra, 1907
- La tentazione di Gesù, 1909
- Impressioni sinfoniche da Napoleone, 1949

### Kameralistyka
- Fantasia Sonata na skrzypce i fortepian, 1893
- Romanza na fortepian i wiolonczelę, 1894
- Pagine d'album na skrzypce i fortepian, 1895
- Andante appassionato na skrzypce i fortepian, 1896
- Sonata na fortepian i wiolonczelę, 1898
- Quintette na fortepian i instrumenty smyczkowe, 1917
- Ansietà na skrzypce i fortepian, 1932
- Allegretto scherzoso na fortepian i wiolonczelę, 1932

### Muzyka fortepianowa
- Allegro, Melodia, Presto, 1892
- Preludio, Mestizia, Valse-Impromptu, Intermezzo, Studio, Finale, 1892-93
- Sonatina, 1895
- Sonata, 1895-99
- Quattro Fantasie, 1896
- L'enfant s'amuse; Imago ... e Solitudo, 1933
- Tema con variazioni, 1941
- Corale variato, 1942

### Muzyka wokalna na głos i fortepian
- Cinque canti do tekstu Giuseppe Lippariniego, 1900
- Tre Canzoni del Decameron do tekstu Giovanniego Boccaccia, 1901
- Nebbia do tekstu Giovanniego Pascolego, 1906
- Passa la nave mia  do tekstu Giosuè Carducciego, na podstawie wiersza Heinricha Heinego, 1906
- Vere novo do tekstu Giosuè Carducciego, 1906
- Il sogno della vergine do tekstu Giovanniego Pascolego, 1913
- Le Lis do tekstu Alphonse’a de Lamartine’a, 1916
- Triste canto do tekstu Enrica Panzacchiego, 1933
- Tre canti do tekstów Gabriele D’Annunzia i Giosuè Carducciego, 1945